# 刘东辉
刘东辉（1948年12月—），黑龙江兰西人。中华人民共和国政治人物。
1970年加入中国共产党。黑龙江大学哲学系哲学专业毕业，研究生学历，哲学博士，教授。历任黑龙江大学党委副书记，牡丹江师范学院党委书记、院长，黑龙江省政法管理干部学院院长，黑龙江大学校长、党委书记；中共黑龙江省委宣传部部长等职。1998年4月获任中共黑龙江省委常委，2002年5月升任省委副书记，2004年10月兼任省委秘书长。2007年1月当选黑龙江省人大常委会副主任。2008年，担任黑龙江省人大常委会副主任、党组书记，全国人大教育科学文化卫生委员会委员。